# Predrag Manojlović (Wasserballspieler)
Predrag Manojlović (* 20. September 1951 in Split; † 14. September 2014 in Belgrad) war ein jugoslawischer Wasserballspieler. Er gewann eine olympische Silbermedaille 1980, zwei Bronzemedaillen bei Weltmeisterschaften sowie eine Silber- und eine Bronzemedaille bei Europameisterschaften.

## Sportliche Karriere
Manojlović begann seine Karriere bei VK POŠK Split. Mit VK Partizan Belgrad gewann er von 1973 bis 1979 die jugoslawische Meisterschaft sowie 1975 und 1976 den Europapokal der Landesmeister. Zum Ende seiner Karriere wechselte Predrag Manojlović zu VK Roter Stern Belgrad.
In der jugoslawischen Nationalmannschaft absolvierte Manojlović 275 Länderspiele, in denen er 154 Tore warf. Seine erste internationale Medaille gewann er bei der Weltmeisterschaft 1973 in Belgrad. Das jugoslawische Team belegte in der Vorrunde den zweiten Platz hinter der Mannschaft aus der Sowjetunion. In der Finalrunde siegten die Ungarn vor der sowjetischen Mannschaft und den Jugoslawen. Im Jahr darauf siegten die Ungarn auch bei der Europameisterschaft in Wien. Hinter den Ungarn gewann die sowjetische Mannschaft die Silbermedaille dank der um zwei Tore besseren Tordifferenz vor den Jugoslawen. 1975 fanden die Mittelmeerspiele in Algier statt, im Wasserball gewannen die Italiener vor den Jugoslawen. Bei den Olympischen Spielen 1976 in Montreal erreichten die Jugoslawen die Finalrunde als Zweite ihrer Vorrundengruppe, gewannen aber in der Finalrunde kein Spiel und belegten den fünften Platz. Manojlović warf im Turnierverlauf vier Tore.
1977 bei der Europameisterschaft in Jonköping siegten die Ungarn vor den Jugoslawen. Im Jahr darauf bei der Weltmeisterschaft 1978 in Westberlin siegten die Italiener vor den Ungarn und den Jugoslawen. 1979 gewannen die Jugoslawien bei den Mittelmeerspielen in Split vor der italienischen Mannschaft. 1980 bei den Olympischen Spielen in Moskau gewannen die Jugoslawen ihre Vorrundengruppe und belegten in der Finalrunde den zweiten Platz hinter der Mannschaft aus der Sowjetunion. Manojlović warf insgesamt acht Tore, zwei davon beim Sieg über die Ungarn, der letztlich über Silber und Bronze entschied.
Nach seiner aktiven Laufbahn war Manojlović von 1985 bis 1997 Generalsekretär bei Partizan Belgrad. Von 2000 bis 2009 war er in gleicher Funktion beim Serbischen Olympischen Komitee. Daneben war er auch auf europäischer Ebene als Sportfunktionär tätig.